# Hoffmanns Erzählungen
Hoffmanns Erzählungen er en tysk stumfilm fra 1916 af Richard Oswald.

## Medvirkende
- Kurt Wolowsky.
- Erich Kaiser-Titz som E. T. A. Hoffmann.
- Max Ruhbeck.
- Paula Ronay.
- Werner Krauss som Conte Dapertutto.